# Leyla Lydia Tuğutlu
Leyla Lydia Tuğutlu (Berlín, Alemania, 29 de octubre de 1989) es una actriz, modelo y reina de belleza turca nacida en Alemania. En 2008 ganó el certamen de Miss Turquía y representó a su país en Miss Mundo.

## Biografía

### Primeros años y carrera como actriz
Hija de padre turco y madre alemana, después de la escuela primaria, tomó clases de piano y violín en el Conservatorio de Turquía.  Durante este período trabajó en una agencia de modelos. Se graduó en la escuela secundaria de Anatolia y dejó el conservatorio para iniciar una carrera en el mundo del modelaje, a la par que estudiaba lengua y literatura alemana en la Universidad de Estambul. Habla turco, inglés y alemán. En sus inicios como actriz, interpretó a la hermana más joven de Kenan Imirzalioglu (Mahir Kara) en la serie de televisión Karadayi. Debutó en el cine turco interpretando el papel de Aslı en la película de 2013 Günce. Su primer papel protagónico en una producción cinematográfica se presentó en 2014 con su interpretación de Ayşıl en la película İçimdeki Ses.

### Concursos de belleza
Ganó el título de Miss Turquía en 2008. En diciembre del mismo año asistió a la competencia de Miss Mundo en Johannesburgo, Sudáfrica. Previamente había ganado el título a mejor promesa en el concurso de «Mejor Modelo de Turquía» en 2005. En el certamen «Miss Tourism Queen International» en China en 2006, obtuvo el premio «Internacional Princess». En 2007, consiguió el «Oscar TV Fashion» en la categoría de modelo más prometedora.

## Filmografía

### Televisión
| Año       | Título                    | Personaje          | Nota(s)        |
| --------- | ------------------------- | ------------------ | -------------- |
| 2008-2009 | ES-ES                     | İrem               | Protagonista   |
| 2010-2011 | Kirli Beyaz               | Melis              | Rol de soporte |
| 2012-2015 | Karadayi                  | Songül Kara        | Rol de soporte |
| 2015-2016 | Kiralık Aşk               | İz                 | Rol de soporte |
| 2016      | Tatlı İntikam             | Pelin Seyhan       | Protagonista   |
| 2017      | Bu Şehir Arkandan Gelecek | Derin Mirkelamoğlu | Protagonista   |
| 2018-2019 | Kızım                     | Candan Hoşgör      | Protagonista   |
| 2020-2021 | Uyanış: Büyük Selçuklu    | Elçin              | Protagonista   |

### Cine
| Año   | Título            | Personaje | Nota(s)        |
| ----- | ----------------- | --------- | -------------- |
| 2013  | Günce             | Aslı      | Rol de soporte |
| 2014  | İçimdeki Ses      | Ayşıl     | Protagonista   |
| 2015  | Delibal           | Fusun     | Protagonista   |
| 2018  | Dışarda           | Meryem    | Rol de soporte |
| 2018: | Cebimdeki Yabancı | Tuba      | Protagonista   |